# Морозовка (Добрушский район)
Морозовка (бел. Маро́заўка; Новое Закружье) — упразднённая деревня в Демьянковском сельсовете Добрушского района Гомельской области Беларуси.

## География

### Расположение
В 34 км на северо-запад от районного центра и железнодорожной станции Добруш, 62 км от Гомеля.
В результате катастрофы на Чернобыльской АЭС в связи c радиационным загрязнением жители переселены в 1990 году в чистые места.

## Гидрография
На севере сеть мелиоративных каналов.

## Транспортная сеть
Транспортная связь по просёлочной, затем по автомобильной дороге Демьянки — Добруш. Планировка состоит из чуть изогнутой улицы, ориентированной с северо-запада на юго-восток, к центру которой с юга присоединяется короткая прямолинейная улица. Застройка двусторонняя, деревянная усадебного типа.

## История
Основана во 2-й половине XIX века переселенцами с деревни Закружье (сейчас Старое Закружье в Ветковском районе). Известна под названием Новое Закружье и Морозовка. В 1897 году находились школа грамоты, хлебозапасный магазин, ветряная мельница, в Вылевской волости Гомельского уезда Могилёвской губернии.
В 1929 году организован колхоз. Во время Великой Отечественной войны в сентябре 1943 года оккупанты сожгли 132 двора. В боях за деревню погибли 3 солдата (похоронены в братской могиле в центре деревни). На фронтах и в партизанской борьбе погибли 135 жителей, в память о которых установлены в 1980 году около братской могилы скульптура солдата и 2 стелы с именами павших. В 1969 году в деревню переселились жители соседнего посёлка Кашубо. Была центром колхоза «Юбилейный». Размещались лесопилка, мельница, средняя школа, клуб, библиотека, фельдшерско-акушерский пункт, магазин.
В 1926—1927 годах центр Новозакружского сельсовета. В 1927—1965 годах деревня в составе Старозакружского сельсовета, после — в составе Круговского сельсовета.
26 июня 1969 года в деревню Морозовка переселились жители упразднённого посёлка Кашуба.
В 2008 году деревня Морозовка упразднена.

## Население

### Численность
- 2010 год — жителей нет

### Динамика
- 1897 год — 84 двора, 604 жителя (согласно переписи)
- 1909 год — 97 дворов
- 1926 год — 142 двора
- 1940 год — 182 двора, 760 жителей
- 1959 год — 526 жителей (согласно переписи)
- 1990 год — жители переселены

## Достопримечательность
- Обелиск, урочище Морозовка[6].